# Sara Barattin

a Compétitions nationales et continentales officielles uniquement.

b Matchs officiels uniquement.
Sara Barattin, née le 11 septembre 1986 à Trévise (Italie), est une joueuse internationale italienne de rugby à XV évoluant au poste de demi de mêlée.
Elle détient le record de sélections en équipe d'Italie.

## Biographie
Sara Barattin pratique tout d'abord la gymnastique et l'athlétisme, et découvre le rugby à XV au collège, pendant une intervention scolaire du club de Casale. Elle rejoint le Benetton Trévise en 2003 mais n'intègre réellement le club qu'à partir de 2005 car il lui fallait le permis de conduire pour se rendre aux entrainements de façon autonome.
En 2004, elle est déjà dans le giron fédéral puisqu'elle est sélectionnée avec l'équipe des moins de 20 ans de rugby à sept. En 2005, elle fait ses débuts avec l'équipe d'Italie, contre l'Allemagne.
En 2010, elle quitte Trévise et fait partie des fondatrices de la section féminine de Casale dont elle devient capitaine.
À partir de 2014, elle est nommée quatre années de suite au sein du XV type du Tournoi des Six Nations. 
En 2016, Casale fusionne avec Villorba Rugby dont elle porte désormais les couleurs. Elle reste capitaine.
En avril 2023, après avoir disputé son dernier Tournoi des Six Nations, elle prend sa retraite internationale après 116 sélections avec l'Italie en dix-sept ans de carrière internationale. Elle a été capitaine des Azzurre de 2016 à 2018.
En septembre 2023, elle est invitée par les Barbarians pour leur tournée (Afrique du Sud et Irlande) en compagnie de Maria Magatti. Elles succèdent ainsi à Manuela Furlan qui est jusqu'alors la seule joueuse italienne à avoir porté le maillot des Barbarians.
En mai 2024, elle remporte un nouveau scudetto avec Villorba.

## Palmarès

### En club
- Vainqueur du Championnat d'Italie en 2006, 2008, 2009, 2019 et 2024.

### En équipe nationale
- Vainqueur du Trophée européen en 2006[8].
- Médaille d'argent à l'universiade d'été de 2013 (rugby à sept).